# Ставок (Ровненская область)
Ставок (укр. Ставок) — село в Головинской сельской общине Ровненского района Ровненской области Украины.
До 2020 года входило в Костопольский район.
Население по переписи 2001 года составляло 1025 человек. Почтовый индекс — 35051. Телефонный код — 3657. Код КОАТУУ — 5623482603.

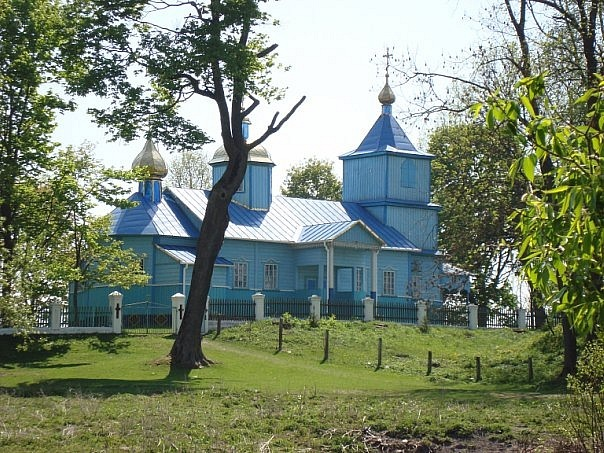
Церковь Святого Николая